# Алешковский, Пётр Маркович
Пётр Ма́ркович Алешко́вский (род. 22 сентября 1957, Москва, СССР) — советский и российский писатель, теле- и радиоведущий, журналист, историк, археолог.

## Семья
Дед — Герман Александрович Недошивин (1910—1983), искусствовед и теоретик искусства; бабушка — Наталья Юрьевна Недошивина (в девичестве Зограф; 1907—1984), искусствовед (ее дед — зоолог Николай Юрьевич Зограф, ее брат — театровед Николай Георгиевич Зограф).
Мать — археолог Наталья Германовна Недошивина, отец — археолог Марк Хаимович Алешковский (его брат — Юз Ефимович Алешковский).
Сын — фотограф Митя Алешковский; дочь — Анна Алешковская; тесть — историк Натан Эйдельман. Жена — преподаватель истории и блогер Тамара Эйдельман.
Внучки – Александра и Екатерина.

## Биография
В 1979 году окончил исторический факультет Московского государственного университета имени М. В. Ломоносова по кафедре археологии.
На протяжении шести лет участвовал в работах по реставрации памятников Русского Севера: Великого Новгорода, а также Кирилло-Белозерского, Ферапонтова и Соловецкого монастырей.
С 2007 по 2008 год вёл еженедельную колонку в журнале «Русский репортёр». С 2008 года пишет очерки в тот же журнал. Ведёт программу «Азбука чтения» на радио «Культура». На Радио России (Москва) и телеканале «Культура» ведёт беседы с учёными в программе «Факультет ненужных вещей».

## Произведения
- 1988 — «Как новгородцы на Югру ходили. Рассказ о новгородцах, отважных мореплавателях XII века».
- 1995 — роман «Арлекин, или Жизнеописание».
- 1995 — сборник «Голоса из хора».
- 1997 — роман «Владимир Чигринцев».
- 1999 — сборник «Седьмой чемоданчик».
- 2002 — повесть «Чайки».
- 2003 — «Рудл и Брудл».
- 2006 — роман «Рыба. История одной миграции».
- 2009 — роман «Институт сновидений».
- 2010 — «От Москвы…»
- 2010 — роман «Обратная сторона Луны».
- 2011 — сборник «Жизнеописание хорька».
- 2015 — роман «Крепость».
- 2020 — роман «Секретики».

## Признание
- 1994 — короткий список премии «Русский Букер» за сборник «Жизнеописание Хорька».
- 1996 — короткий список премии «Русский Букер» за роман «Владимир Чигринцев».
- 2006 — короткий список премии «Большая книга» за роман «Рыба».
- 2016 — лауреат премии «Русский Букер» за роман «Крепость».